# Bumisari (Bojongsari)
Bumisari is een bestuurslaag in het regentschap Purbalingga van de provincie Midden-Java, Indonesië. Bumisari telt 6871 inwoners (volkstelling 2010).